# Аннияс

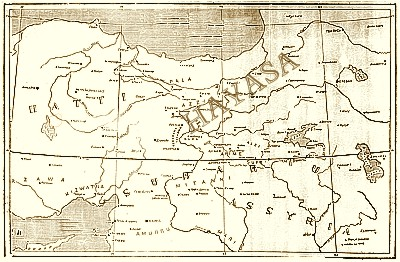
Местоположение Хайаса-Ацци

Аннияс или Ананиа — царь Хайасы в 1340 — 1310-х годах до н. э., вел упорные войны с Хеттским царством.

## Правление
В 1324-м году до н.э. хетты захватили крепость Дуккума и город Ерзнка, но в результате ожесточенного сопротивления Аннияса опять вынуждены были пойти на мир.
В 1324, 1321, 1320, 1319 годах до н.э, хетты совершили ряд походов на территорию Хайасы, но не добились серьёзного успеха. В том же 1319-м году д.н.э. Хеттское царство пыталось захватить крепость Ура, но было отбито. В отместку, армия Анании захватила Аррину с Амкувойи, опустошив окрестности, отступила. Ананиа напал на хеттов так же и в 1318-м году д.н.э., в основном уже силами подвластному ему княжества Каска.
В 1317-м последовала очередное нападение хеттов, однако под той же крепостью Ура хетты потерпели серьёзное поражение. В следующем году хетты потерпели поражение уже под Кануварой.